# St. Peter und Paul (Großbartloff)

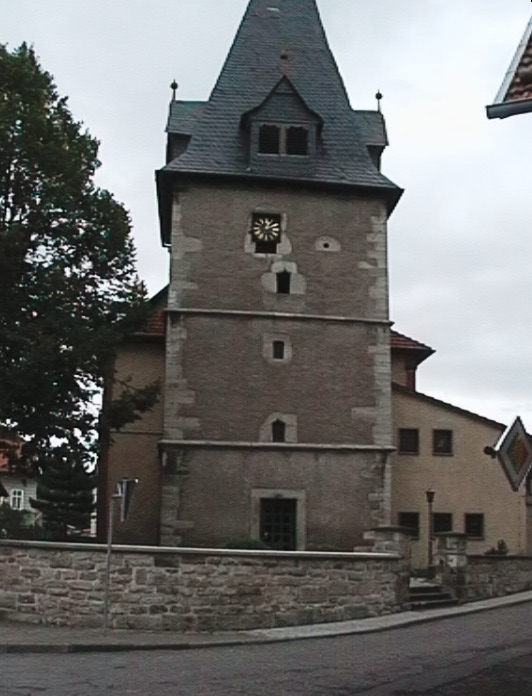
Großbartloff, St. Peter und Paul

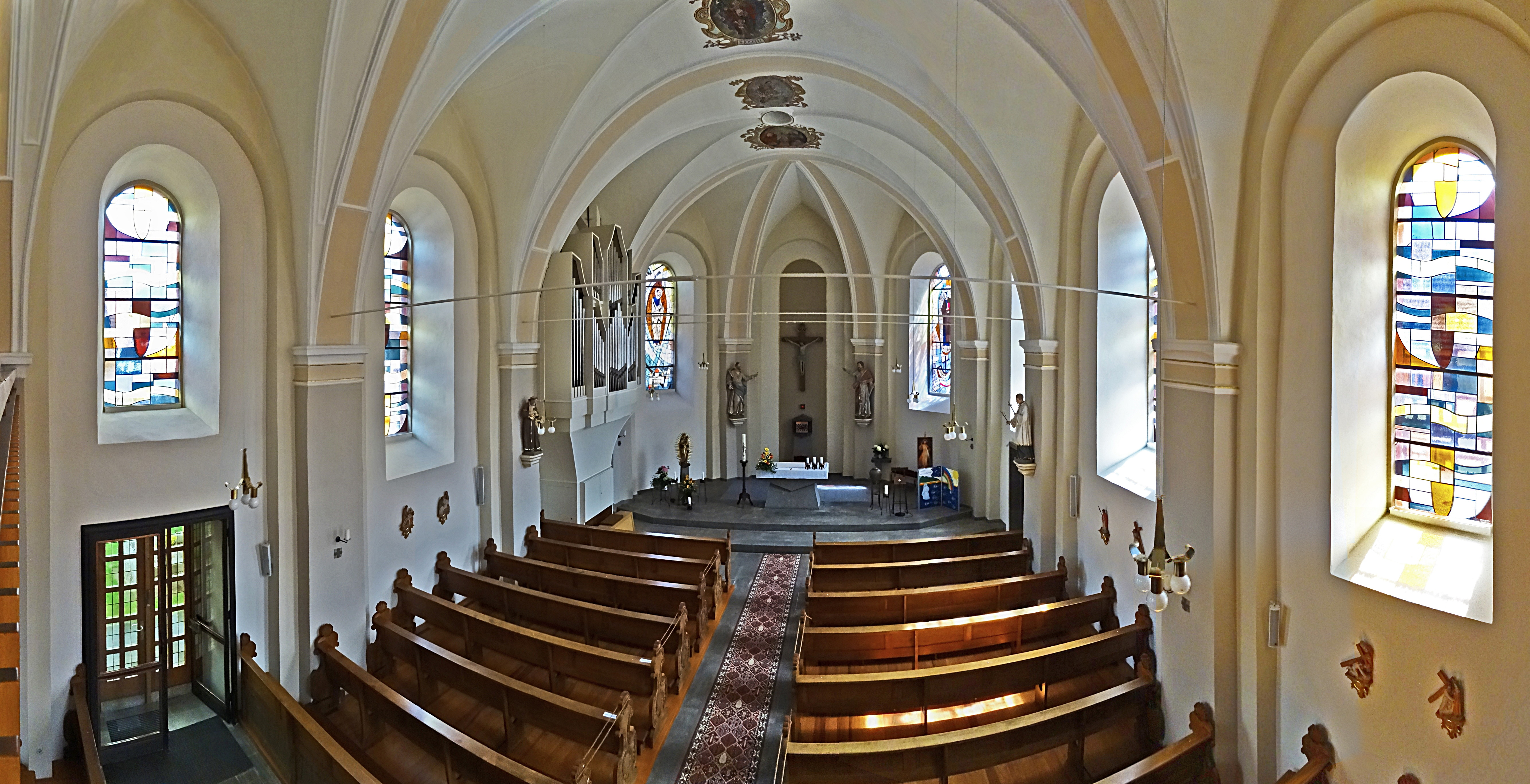
Innenraum-Panorama

Die römisch-katholische Filialkirche St. Peter und Paul steht in Großbartloff im thüringischen Landkreis Eichsfeld. Sie ist Filialkirche der Pfarrei St. Anna Lengenfeld unterm Stein, mit der Pfarrkirche St. Mariä Geburt, im Dekanat Dingelstädt des Bistums Erfurt. Sie trägt das Patrozinium der heiligen Peter und Paul.

## Lage
Die Kirche befindet sich in der Kirchgasse 5 in Großbartloff.

## Geschichte
Die gemäß Inschrift 1740 erbaute Saalkirche hat einen dreiseitig geschlossenen Chor.
Der Kirchturm im Westen der ehemaligen, von Baumeister Andreas Fedeler 1551 errichteten Kirche wurde beibehalten. Sein Name und das Baudatum stehen an der Westseite des Turms. Bei den Renovierungen 1968 bis 1972 wurde der Innenraum verändert. Eine weitere Renovierung erfolgte 1981. Das spitze Walmdach des Turms hat Dachgauben mit gekuppelten Fenstern unter Vorhangbögen. 1734 wurde von Johann Arnold Geyer die Glocke gegossen.
Das Kirchenschiff ist mit einem Kreuzrippengewölbe überspannt, der Chor mit einem Klostergewölbe. In den Scheiteln der Gewölbe sind die Medaillons mit Heiligenfiguren und der Jahreszahl 1745 bemalt. Das Taufbecken von 1606 hat groteske Gaffköpfe am Fuß und Engelsköpfen an der Kuppa, ferner ein Mainzer Rad mit einem Wappen.

## Ausstattung
Im Chor stehen Schnitzfiguren der Apostel Petrus und Paulus aus der Mitte des 18. Jahrhunderts. Sie stammen aus dem ehemaligen Kloster Reifenstein. Die Schnitzfigur der Anna selbdritt vom Anfang des 16. Jahrhunderts ist ausgelagert, ebenso die Schnitzfiguren des Königs David und des Apostel Paulus aus der 2. Hälfte des 15. Jahrhunderts. Vor der Kirche befindet sich ein steinernes Kruzifix, datiert mit 1766.

## Orgel

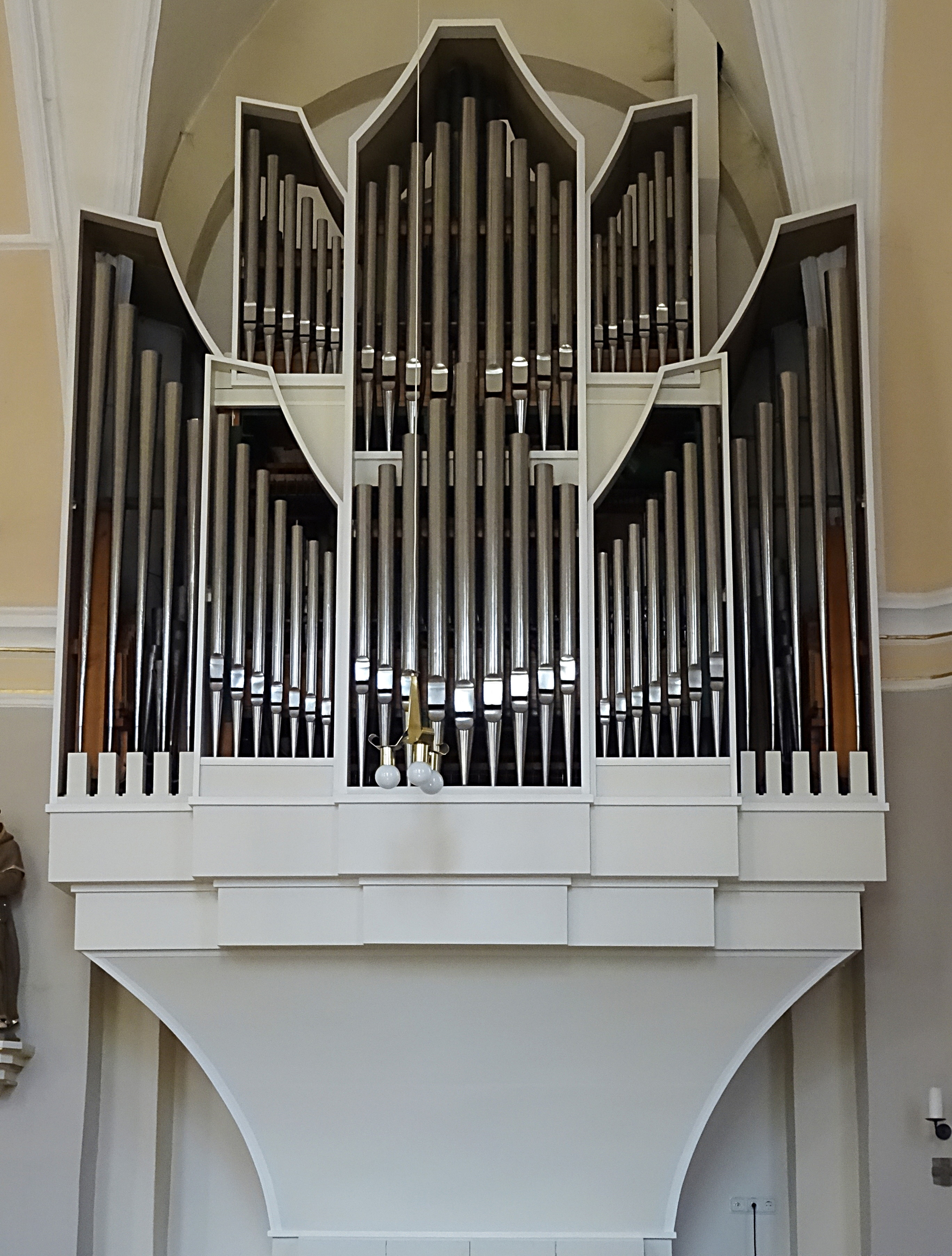
Kühn-Orgel

Die Orgel mit zwölf Registern, verteilt auf zwei Manuale und Pedal, wurde 1975 von Rudolf Kühn gebaut.